# 山川亜弥
山川 亜弥（やまかわ あや、1969年3月27日 - ）は、日本の女優、声優。ぷろだくしょんバオバブ所属。東京都出身。

## 人物
高校時代より肝付兼太に師事。肝付からたてかべ和也に紹介。芸名は、たてかべが命名。肝付が主催する劇団21世紀FOX公演にも客演。2002年にアフレコスタジオの音響担当者と結婚。披露宴では恩師たてかべ和也がジャイアンの唄を披露した。
声種はやわらかめ。
声優としては、外画吹き替え、アニメなどで活躍。
資格はビジネス文書技能検定3級、秘書技能検定2級。特技はポジティブ思考、寝つきと寝起きの良さ、時間つぶし。趣味は観劇、映画鑑賞、歌唱。

## 出演
太字はメインキャラクター。

### テレビアニメ
- それいけ!アンパンマン（黒クレヨンマン）
- 妖しのセレス（2000年、女医）
- 風まかせ月影蘭（2000年）
- ニャニがニャンだー ニャンダーかめん（2000年 - 2001年、ニャコ、ヒエコ）
- すしあざらし（2001年、イクラママ）
- 成恵の世界（2003年、和人の母）
- 南の島の小さな飛行機 バーディー（2006年、マーガレット）

### OVA
- 銀河英雄伝説

### ゲーム
- 70年代風ロボットアニメ ゲッP-X（1999年、千里鈴鹿）

### 吹き替え

#### 映画
- 雨の朝巴里に死す（マリオン）
- アリゲーター/愛と復讐のワニ人間（ルワム）
- ザ・リング（ベス）
- 沈みゆく女（レイラ）
- ナイトヒート（スティービー）
- π
- バイオハザード（リサ・アディソン〈ハイケ・マカッシュ〉）
- バレンタイン
- 秘蜜（ムニ）
- ファイアー・ファイト
- ボディバッグ 死体袋（アナ）

#### ドラマ
- ER緊急救命室
  - シーズンⅧ #5（デニス〈ミア・テイト〉）
  - シーズンⅧ・Ⅸ（クリステン〈ミランダ・クォック〉）
  - シーズンXI #9（ラファエラ・グリーンバーグ〈サッシャ・ノップ〉）
- ハイ・インシデント/警察ファイルJ（ジル・マーシュ〈ミーナ・スヴァーリ〉）
- パワーレンジャー（スコルピーナ〈河合亜美〉）、アンジェラ、サッカージロ、フラワーバスター、ビーナレオン、レディリップ、モンスター 他）
- パワーレンジャー・ターボ（TVレポーター）
- ミス・マープル
  - 復讐の女神（ロウィーナ）
  - 殺人は容易だ （エイミー・ギヴス）

#### テレビ番組
- The Hills（ホイットニー・ポート）

#### 人形劇
- マペット放送局（フライガール3）

#### アニメ
- イン・ヤン・ヨー!（リナ）
- カウ&チキン（ママ）
- KND ハチャメチャ大作戦（クリー・リンカーン）
- シュレック2
- ターザン（雌ゴリラ）
- デクスターズラボ（ディディ）

### 副音声（音声ガイド）
- 明日への遺言
- 石内尋常高等小学校 花は散れども
- ぐるりのこと。
- 博士の愛した数式
- 夕凪の街 桜の国

### CM
- アメリカンホームダイレクト（CMナレーション）
- ネスカフェ香味焙煎（CMナレーション）
- フジテレビクラブ PRスポットCM
- みどり法務司法書士事務所

### ナレーション
- 朝日生命（VPナレーション）
- 新宿区神楽坂商店会
- 政府インターネット
- 東京競馬場花火大会（生ナレーション）
- 猫が教えてくれたこと（映画予告）
- パワープラッツ（番宣）
- Honda Cars

### 舞台
- セレブ気取り
- トラブルトラップトラベル
- 森乃女学院千一夜物語
- 螺子と振り子

### その他コンテンツ
- 歌舞伎町フェスタ2008 in新宿ミラノ（MC）